# Balls to Picasso
Balls to Picasso je druhé sólové studiové album Bruce Dickinsona, vydané v roce 1994 pod značkou Mercury Records. Jedná se o jeho první sólové album, které vydal po odchodu z Iron Maiden.

## Seznam skladeb
| Pořadí | Název                       | Autor                          | Délka |
| ------ | --------------------------- | ------------------------------ | ----- |
| 1.     | Cyclops                     | Dickinson, Roy Z               | 7:58  |
| 2.     | Hell No                     | Dickinson, Roy Z               | 5:11  |
| 3.     | Gods of War                 | Dickinson, Roy Z               | 5:02  |
| 4.     | 1000 Points of Light        | Dickinson, Roy Z               | 4:25  |
| 5.     | Laughing in the Hiding Bush | Dickinson, Roy Z, A. Dickinson | 4:20  |
| 6.     | Change of Heart             | Dickinson, Roy Z               | 4:58  |
| 7.     | Shoot All the Clowns        | Dickinson, Roy Z               | 4:24  |
| 8.     | Fire                        | Dickinson, Roy Z, Casillas     | 4:30  |
| 9.     | Sacred Cowboys              | Dickinson, Roy Z               | 3:53  |
| 10.    | Tears of the Dragon         | Dickinson                      | 6:24  |

## Obsazení
- Bruce Dickinson – zpěv

Tribe of Gypsies
- Roy Z – kytara
- Eddie Casillas – baskytara
- David Ingraham – bicí
- Doug van Booven – perkuse

Ostatní hudebníci
- Mario Aguilar v „Shoot all the Clowns“
- Dean Ortega v „Shoot all the Clowns“
- Dickie Fliszar – bicí v „Tears of the Dragon“